# El amor y la furia 2
El amor y la furia 2 (título original: What Becomes of the Broken Hearted?) es una película de crimen neozelandesa de 1999 dirigida por Ian Mune y protagonizada por Temuera Morrison, Rena Owen y Clint Eruera.
Es una secuela de Once Were Warriors (1990) y, al igual que esa película, esta película está también basada en una novela de Alan Duff del mismo título.

## Argumento
Jake the Muss sigue siendo el mismo. Él y sus puños son una característica corriente en McClutchy's Bar, pero ahora tiene una nueva mujer al lado, mientras que su familia le ha dado la espalda. Tanto su esposa Beth como sus hijos lo han dejado para buscar una vida fuera de la violencia y la incertidumbre. Sin embargo, después de que su hijo mayor muere en una pelea de pandillas, Jake tiene una confrontación explosiva con su familia y esa confrontación lo lleva entonces a una espiral hacia abajo. Rechazado por su familia y su nueva novia, expulsado de su hogar lejos del hogar en el bar y humillado frente a sus compañeros, Jake se desmorona. Entonces, justo cuando parece que todo el mundo está harto de Jake Heke, él se encuentra con Kohi y Gary Douglas, dos hermanos maoríes, que lo igualan en poder y fuerza, pero que también consideran que su vida es una tontería. La pareja lo pone entonces en el camino de la redención. Mientras que Jake lucha entonces con sus propios demonios, su segundo hijo, Sonny, se ha asociado con la novia desprovista de su hermano mayor para tratar de vengar la muerte de su hermano. Sonny y Tania se unen luego a una pandilla rival para conseguir su apoyo. De esa manera se sumergen más y más en el violento vórtice de la vida de las pandillas, pero cuando Sonny se da cuenta de que la pandilla nunca los ayudará a vengar a Nig, él decide entonces hacerlo solo. Consigue retribución, pero provoca una guerra de pandillas. Cuando Jake se entera de lo que ocurre, él decide entonces dejar por ello de lado la ira que lo aleja de su hijo e ir en su ayuda antes de que sea demasiado tarde.

## Reparto
| Actor            | Papel        |
| ---------------- | ------------ |
| Temuera Morrison | Jake Heke    |
| Rena Owen        | Beth Heke    |
| Clint Eruera     | Sonny Heke   |
| Nancy Brunning   | Tania Rogers |
| Pete Smith       | Apeman       |
| Lawrence Makoare | Grunt        |
| Rawiri Paratene  | Mulla Rota   |

## Recepción
La película fue el segundo éxito de taquilla más grande de Nueva Zelanda de los noventa. Fue solo superado por el original. También tuvo la mayoría de los premios neozelandeses de película y televisión de 1999.
En el presente, la película ha sido valorada en portales cinematográficos. En IMDb, con aproximadamente 3700 votos registrados, el filme obtiene una media ponderada de 6,3 sobre 10. En cuanto a Rotten Tomatoes, los más de 2500 votos registrados le dieron allí una valoración media de 3,7 de 5.